# چبیسزو دراگی
چبیسزو دراگی (به لاتین: Trzebieszów Drugi) یک سکونتگاه مسکونی در لهستان است که در Gmina Trzebieszów واقع شده‌است.